# Epiblasto

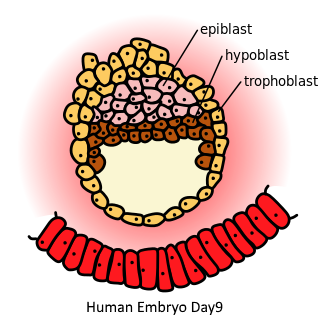
Epiblasto (destacado em rosa) no 9o dia de desenvolvimento do embrião humano

Epiblasto é a camada de células superior à blastocele secundária em blastômeros do tipo discoblástula secundária. Se origina a partir dos micrômeros. Antes mesmo do décimo dia de gestação, o que antes era apenas um amontado de células dentro do embrião (o embrioblasto), se divide em duas camadas: o hipoblasto (futuro endoderma) e o epiblasto(futuro ectoderma), que fica voltado para o lado endometrial.O Epiblasto está relacionado com a formação das células parenquimatosa do embrião. 